# Desmidorchis foetida
Desmidorchis foetida är en oleanderväxtart som först beskrevs av Eileen Adelaide Bruce, och fick sitt nu gällande namn av D.C.H. Plowes. Desmidorchis foetida ingår i släktet Desmidorchis och familjen oleanderväxter. Inga underarter finns listade i Catalogue of Life.